# Vòng loại Giải vô địch bóng đá châu Âu 2024 (Bảng B)
Bảng B của Vòng loại giải vô địch bóng đá châu Âu 2024 là một trong 10 bảng để quyết định đội sẽ vượt qua vòng loại cho vòng chung kết Giải vô địch bóng đá châu Âu 2024 diễn ra tại Đức. Bảng B bao gồm 5 đội: Pháp, Gibraltar, Hy Lạp, Hà Lan và Cộng hoà Ireland. Các đội tuyển sẽ thi đấu với nhau mỗi trận khác trên sân nhà và sân khách với thể thức đấu vòng tròn.
Hai đội tuyển đứng nhất và nhì bảng sẽ vượt qua vòng loại trực tiếp cho trận chung kết. Các đội tham gia vòng play-off sẽ được quyết định dựa trên thành tích của họ trong UEFA Nations League 2022–23.

## Bảng xếp hạng
| VT | Đội              | ST | T | H | B | BT | BB | HS  | Đ  | Giành quyền tham dự                                                  |     | Pháp | Hà Lan | Hy Lạp | Cộng hòa Ireland | Gibraltar |
| -- | ---------------- | -- | - | - | - | -- | -- | --- | -- | -------------------------------------------------------------------- | --- | ---- | ------ | ------ | ---------------- | --------- |
| 1  | Pháp             | 8  | 7 | 1 | 0 | 29 | 3  | +26 | 22 | Giành quyền tham dự vòng chung kết                                   |     | —    | 4–0    | 1–0    | 2–0              | 14–0      |
| 2  | Hà Lan           | 8  | 6 | 0 | 2 | 17 | 7  | +10 | 18 | Giành quyền tham dự vòng chung kết                                   |     | 1–2  | —      | 3–0    | 1–0              | 3–0       |
| 3  | Hy Lạp           | 8  | 4 | 1 | 3 | 14 | 8  | +6  | 13 | Giành quyền vào vòng play-off, dựa vào thành tích của Nations League |     | 2–2  | 1–2    | —      | 2–1              | 5–0       |
| 4  | Cộng hòa Ireland | 8  | 2 | 0 | 6 | 9  | 10 | −1  | 6  |                                                                      |     | 0–1  | 1–2    | 0–2    | —                | 3–0       |
| 5  | Gibraltar        | 8  | 0 | 0 | 8 | 0  | 41 | −41 | 0  |                                                                      | 0–3 | 0–6  | 0–3    | 0–4    | —                |           |

## Các trận đấu
Lịch thi đấu đã được xác nhận bởi UEFA vào ngày 10 tháng 10 năm 2022, sau lễ bốc thăm một ngày. Thời gian là CET/CEST, như được liệt kê bởi UEFA (giờ địa phương, nếu khác nhau, nằm trong dấu ngoặc đơn).
| Pháp                                            | 4–0      | Hà Lan |
| ----------------------------------------------- | -------- | ------ |
| - Griezmann 2' - Upamecano 8' - Mbappé 21', 88' | Chi tiết |        |

| Gibraltar | 0–3      | Hy Lạp                                      |
| --------- | -------- | ------------------------------------------- |
|           | Chi tiết | - Masouras 11' - Siopis 45' - Bakasetas 58' |

| Hà Lan                     | 3–0      | Gibraltar |
| -------------------------- | -------- | --------- |
| - Depay 23' - Aké 50', 82' | Chi tiết |           |

| Cộng hòa Ireland | 0–1      | Pháp         |
| ---------------- | -------- | ------------ |
|                  | Chi tiết | - Pavard 50' |

| Gibraltar | 0–3      | Pháp                                                    |
| --------- | -------- | ------------------------------------------------------- |
|           | Chi tiết | - Giroud 3' - Mbappé 45+3' (ph.đ.) - Mouelhi 78' (l.n.) |

| Hy Lạp                                 | 2–1      | Cộng hòa Ireland |
| -------------------------------------- | -------- | ---------------- |
| - Bakasetas 15' (ph.đ.) - Masouras 49' | Chi tiết | - Collins 27'    |

| Pháp                 | 1–0      | Hy Lạp |
| -------------------- | -------- | ------ |
| - Mbappé 55' (ph.đ.) | Chi tiết |        |

| Cộng hòa Ireland                           | 3–0      | Gibraltar |
| ------------------------------------------ | -------- | --------- |
| - Johnston 52' - Ferguson 59' - Idah 90+2' | Chi tiết |           |

| Pháp                          | 2–0      | Cộng hòa Ireland |
| ----------------------------- | -------- | ---------------- |
| - Tchouaméni 19' - Thuram 48' | Chi tiết |                  |

| Hà Lan                                   | 3–0      | Hy Lạp |
| ---------------------------------------- | -------- | ------ |
| - De Roon 17' - Gakpo 31' - Weghorst 39' | Chi tiết |        |

| Hy Lạp                                                  | 5–0      | Gibraltar |
| ------------------------------------------------------- | -------- | --------- |
| - Pelkas 9' - Mavropanos 23', 82' - Masouras 70', 90+1' | Chi tiết |           |

| Cộng hòa Ireland  | 1–2      | Hà Lan                             |
| ----------------- | -------- | ---------------------------------- |
| - Idah 4' (ph.đ.) | Chi tiết | - Gakpo 19' (ph.đ.) - Weghorst 56' |

| Hà Lan        | 1–2      | Pháp             |
| ------------- | -------- | ---------------- |
| - Hartman 83' | Chi tiết | - Mbappé 7', 53' |

| Cộng hòa Ireland | 0–2      | Hy Lạp                             |
| ---------------- | -------- | ---------------------------------- |
|                  | Chi tiết | - Giakoumakis 20' - Masouras 45+4' |

| Gibraltar | 0–4      | Cộng hòa Ireland                                          |
| --------- | -------- | --------------------------------------------------------- |
|           | Chi tiết | - Ferguson 8' - Johnston 28' - Doherty 60' - Robinson 80' |

| Hy Lạp | 0–1      | Hà Lan                   |
| ------ | -------- | ------------------------ |
|        | Chi tiết | - Van Dijk 90+3' (ph.đ.) |

| Pháp | 14–0     | Gibraltar |
| --- | -------- | --------- |
| - Santos 3' (l.n.) - Thuram 4' - Zaïre-Emery 16' - Mbappé 30' (ph.đ.), 74', 82' - Clauss 34' - Coman 36', 65' - Fofana 37' - Rabiot 63' - Dembélé 73' - Giroud 89', 90+1' | Chi tiết |           |

| Hà Lan         | 1–0      | Cộng hòa Ireland |
| -------------- | -------- | ---------------- |
| - Weghorst 12' | Chi tiết |                  |

| Gibraltar | 0–6      | Hà Lan                                                             |
| --------- | -------- | ------------------------------------------------------------------ |
|           | Chi tiết | - Stengs 10', 50', 62' - Wieffer 23' - Koopmeiners 38' - Gakpo 81' |

| Hy Lạp                          | 2–2      | Pháp                          |
| ------------------------------- | -------- | ----------------------------- |
| - Bakasetas 56' - Ioannidis 61' | Chi tiết | - Kolo Muani 42' - Fofana 74' |

## Cầu thủ ghi bàn
Đã có 69 bàn thắng ghi được trong 20 trận đấu, trung bình 3.45 bàn thắng mỗi trận đấu.
9 bàn
- Kylian Mbappé

5 bàn
- Georgios Masouras

3 bàn
- Anastasios Bakasetas
- Cody Gakpo
- Calvin Stengs
- Wout Weghorst
- Olivier Giroud

2 bàn
- Evan Ferguson
- Adam Idah
- Mikey Johnston
- Konstantinos Mavropanos
- Nathan Aké
- Kingsley Coman
- Youssouf Fofana
- Marcus Thuram

1 bàn
- Nathan Collins
- Matt Doherty
- Callum Robinson
- Giorgos Giakoumakis
- Fotis Ioannidis
- Dimitrios Pelkas
- Manolis Siopis
- Memphis Depay
- Marten de Roon
- Quilindschy Hartman
- Teun Koopmeiners
- Virgil van Dijk
- Mats Wieffer
- Jonathan Clauss
- Ousmane Dembélé
- Antoine Griezmann
- Randal Kolo Muani
- Benjamin Pavard
- Adrien Rabiot
- Aurélien Tchouaméni
- Dayot Upamecano
- Warren Zaïre-Emery

1 bàn phản lưới nhà
- Aymen Mouelhi (trong trận gặp Pháp)
- Ethan Santos (trong trận gặp Pháp)

## Kỷ luật
Một cầu thủ sẽ bị đình chỉ tự động trong trận đấu tiếp theo cho các hành vi phạm lỗi sau đây:
- Nhận thẻ đỏ (thời gian treo giò có thể kéo dài nếu phạm lỗi nghiêm trọng)
- Nhận ba thẻ vàng trong ba trận đấu khác nhau, cũng như sau thẻ vàng thứ năm và bất kỳ thẻ vàng tiếp theo nào (việc treo thẻ vàng được chuyển tiếp đến vòng play-off, nhưng không phải là trận chung kết hoặc bất kỳ trận đấu quốc tế nào khác trong tương lai)

Các đình chỉ sau đây sẽ được thực hiện xuyên suốt các trận đấu vòng loại:
| Đội tuyển        | Cầu thủ                 | Vi phạm                                                                                             | Đình chỉ                           |
| ---------------- | ----------------------- | --------------------------------------------------------------------------------------------------- | ---------------------------------- |
| Gibraltar        | Liam Walker             | vs Hà Lan (27 tháng 3 năm 2023)                                                                     | vs Pháp (16 tháng 6 năm 2023)      |
| Hy Lạp           | Konstantinos Mavropanos | vs Pháp (19 thâng 6 năm 2023)                                                                       | vs Hà Lan (7 tháng 9 năm 2023)     |
| Hy Lạp           | Dimitrios Kourbelis     | vs Pháp (19 thâng 6 năm 2023) · vs Hà Lan (7 tháng 9 năm 2023) · vs Hà Lan (16 tháng 10 năm 2023)   | vs Pháp (21 tháng 11 năm 2023)     |
| Hy Lạp           | Petros Mantalos         | vs Hy Lạp (16 thâng 6 năm 2023) · vs Hà Lan (7 tháng 9 năm 2023) · vs Hà Lan (16 tháng 10 năm 2023) | vs Pháp (21 tháng 11 năm 2023)     |
| Hà Lan           | Denzel Dumfries         | vs Argentina tại Giải vô địch bóng đá thế giới 2022 (9 tháng 12 năm 2022)                           | vs Pháp (24 tháng 3 năm 2023)      |
| Cộng hòa Ireland | Matt Doherty            | vs Hy Lạp (16 tháng 6 năm 2023)                                                                     | vs Gibraltar (19 tháng 6 năm 2023) |